# Sensualisme

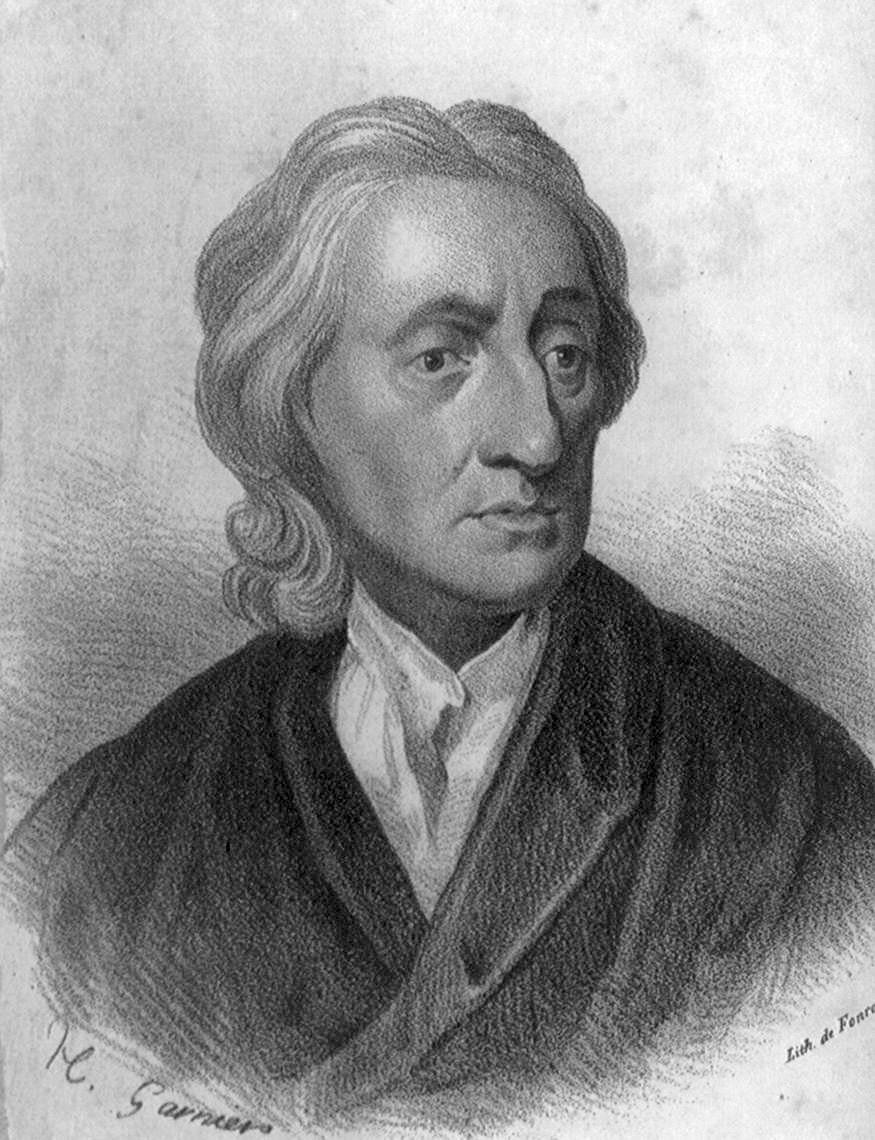
John Locke, précurseur du sensualisme.

Le sensualisme ou sensationnisme est un courant philosophique et, en tant que dérivé de la théorie plus générale de l’empirisme, une des principales théories de la connaissance au XVIIIe siècle.  

## Histoire du mot
Le terme lui-même n’a été proposé qu’ultérieurement, en 1804, par Joseph Marie baron de Gérando (1772-1842), dans la seconde édition de son ouvrage Histoire comparée des systèmes de philosophie relativement aux principes des connaissances. On préfère parfois le terme de « sensationnisme ». En anglais, on emploie couramment le terme « sensationism ».

## Origines
Le sensualisme est une doctrine fortement influencée par l’empirisme, notamment par le philosophe des "Lumières tchèques" Jan Amos Comenius (1592-1670) qui écrivit son traité de la Grande didactique Opera didactica omnia (Œuvres didactiques complètes) en 1657, suivi de Orbis sensualium pictus paru l'année suivante, en 1658, à Nuremberg - imagier pour l'apprentissage du latin. Comenius a développé tout au long de son œuvre les fondements d'une philosophie comme science rationnelle universelle, parallèlement à Descartes son contemporain au XVIIe siècle et malgré des thèses apparemment antagonistes. Les postulats sensualistes de la philosophie de Comenius le présentent comme le précurseur légitime d'une forme de pensée empiriste en Europe, bien avant l'Essai sur l'entendement humain (1690) de John Locke (1632-1704), qui affirme que les sensations sont à l’origine de toutes nos connaissances, tout comme Comenius. La singularité de l'empirisme de Comenius, analysé par Jean Piaget, est qu'il poursuit une finalité de nature rationaliste, comme tentative pour unifier de façon encore pré-critique la nature et la raison ou la puissance operatio et la volonté comme émanant d'une ratio universelle. Comme l’empirisme, le sensualisme s’est développé notamment en opposition au rationalisme cartésien (la notion des idées innées), mais également par opposition à Malebranche et à Leibniz.

## Principaux représentants
Le représentant le plus influent du sensualisme est Condillac, qui a proposé une formulation complète et rigoureuse du sensualisme dans son Traité des sensations de 1754. Le sensualisme a notamment été défendu, pendant la seconde moitié du XVIIIe siècle, par les philosophes proches des matérialistes, par exemple par Helvétius dans son De l'esprit de 1758.

## Une théorie de la connaissance

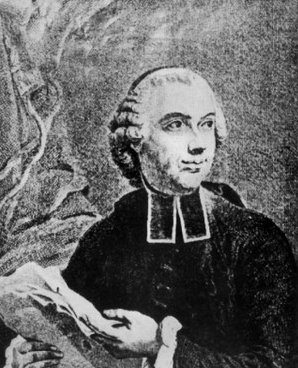
Condillac, représentant du sensualisme.

Le sensualisme va plus loin que l’empirisme de Locke : il affirme non seulement qu’il n’y a pas d’idées innées, mais qu’il n'y a pas non plus de capacités mentales innées. Pour le sensualisme, sensation et connaissance sont coextensives, et toute connaissance, toute réflexion, tout jugement, tout acte d’imagination, n’est, en dernière analyse, qu’une sensation mémorisée, modifiée, associée ou comparée avec d’autres sensations. Ainsi Helvétius affirme-t-il que « penser, c’est sentir ».  Les sensations sont définies comme « des impressions qui s’excitent en nous à l’occasion des objets extérieurs ». 
Condillac explique et développe sa théorie des sensations et de la connaissance à travers la célèbre expérience de pensée de la statue successivement dotée des cinq sens, et acquérant en fonction des sensations qu’elle reçoit de plus en plus d’idées et de plus en plus grandes facultés d’entendement. 
Les questions qu’aborde le sensualisme concernent notamment les relations entre les sensations, les idées, les jugements et le langage.

## Postérité
Le sensualisme fournit le point de départ aux réflexions des Idéologues (par exemple Destutt de Tracy), vers la fin du XVIIIe siècle et au premier tiers du XIXe siècle. C’est un terme et une théorie courants jusqu’à la fin du XIXe siècle, lorsqu’il tombe en désuétude. Le sensualisme de Condillac, cependant, influence encore les théories éducatives de Maria Montessori. Condillac reste en tout cas un des premiers à proposer une psychologie cognitive et développementale avant la lettre.
Cette doctrine est condamnée par le pape Pie X dans l’encyclique Pascendi (1907), considérant que c'est une forme d’immanentisme.

## Sources
- Article « Etienne Bonnot de Condillac », in : Stanford Encyclopedia of Philosophy,  , 2002, révision 2007.